# Richard Müller (Politiker, 1851)

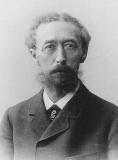
Richard Müller

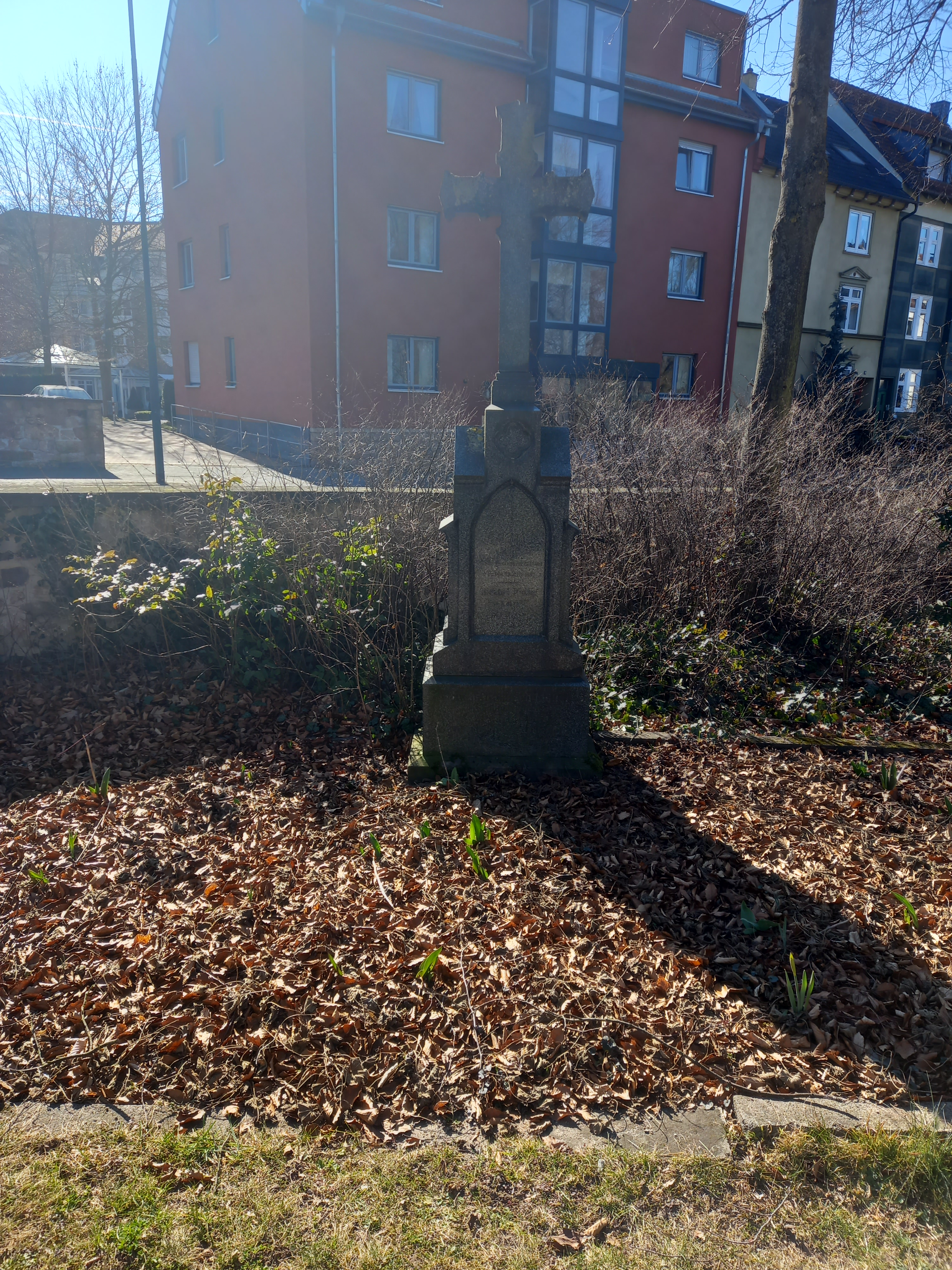
Das Grab von Richard Müller und seiner Ehefrau Mary Anne geborene Sullivan auf dem Alten städtischen Friedhof Fulda

Richard Müller (* 6. Oktober 1851 in Fulda; † 14. November 1931 ebenda) war ein deutscher Politiker (Zentrum) und Fabrikbesitzer.

## Leben
Müller war Besitzer einer Fabrik und als solcher auch in sozialen Belangen engagiert.
Für die Zentrumspartei war er für den Wahlkreis Regierungsbezirk Kassel 7 (Fulda-Schlüchtern) von 1893 bis 1898 Abgeordneter im Reichstag des Kaiserreichs, von 1898 bis 1903 für den Reichstagswahlkreis Regierungsbezirk Wiesbaden 1, von 1903 bis 1918 erneut für den Reichstagswahlkreis Regierungsbezirk Kassel 7 (Fulda-Schlüchtern) und schließlich 1919 Mitglied der Weimarer Nationalversammlung. 1902 und 1903 traf er Reichskanzler Bernhard von Bülow auf dessen Einladung zu zahlreichen vertraulichen Gesprächen. Zweimal lehnte Müller das ihm angebotene Amt des Finanzministers ab. Sein politischer Ziehsohn war Matthias Erzberger.
Die Stadt Fulda würdigte sein Engagement 1983 und benannte 1983 die Richard-Müller-Schule nach ihm. Weiterhin trägt im Fuldaer Nordend eine Straße seinen Namen. Sein Grabstein ist auf dem alten Städtischen Friedhof erhalten.
Auf seine Anregung entstand der Warenumsatzstempel.